# Калиновская (Кировская область)
 Калиновская  — упразднённая в 1994 году деревня в Шабалинском районе Кировской области России. Входила в состав Указинского сельсовета. Находится урочище на территории Ленинского городского поселения.
Малая родина Героя Советского Союза А. А. Калинина (1910—1962).

## География
Расположена местность, где находилась деревня, в западной части региона, в пределах Волжско-Ветлужской равнины, в подзоне южной тайги
.

### Географическое положение
Расстояния по прямой (в км) и направление (стрелкой) до объекта:
- д. Макаровское (Макаровская[3]) (→ 2 км)
- поч. Калиновский (Калиновский Починок[3]) (↙ 2.4 км)
- д. Красный Сокол (↖ 4.4 км)
- д. Коврижинское (↗ 4.5 км)
- поч. Крутенский (↖ 5 км)

### Климат
Климат характеризуется как континентальный, с продолжительной холодной снежной зимой и умеренно тёплым коротким летом. Среднегодовая температура — 1,6 °C. Средняя температура воздуха самого холодного месяца (января) составляет −13,8 °C; самого тёплого месяца (июля) — 17,5 °C. Безморозный период длится 89 дней. Годовое количество атмосферных осадков — 721 мм, из которых 454 мм выпадает в тёплый период.

## История
До упразднения уездно-губернского деления входило в состав Какшинской волости Ветлужского уезда. с 1929 года входила в состав Петровского сельсовета, с 1978 — Указинского
Снята с учёта Постановление Думы Кировской области от 22.11.1994 № 7/54.

## Население
До революции жители относились к приходу Вознесенской церкви с. Какши.
Всесоюзная перепись населения 1979 года зафиксировала постоянное население в 13 человек, из них 5 мужчин, 8 женщин.
Всесоюзная перепись населения 1989 года жителей не зафиксировала.

## Известные уроженцы, жители
- Калинин, Александр Андреевич (1910—1962) — Герой Советского Союза.

## Инфраструктура
Было личное подсобное хозяйство с зоной сельскохозяйственного использования, индивидуальная застройка усадебного типа.
На конец XIX века жители занимались лесной промышленностью; смолокурением.

## Транспорт
Просёлочные дороги.